# 加里·埃迪
加里·埃迪（英語：Gary Eddy，1945年3月25日—2023年4月16日），澳大利亚男子田径运动员。他曾代表澳大利亚参加1966年和1970年英联邦运动会田径比赛，获得一枚铜牌。他也曾参加1964年夏季奥林匹克运动会。